# Berzano di San Pietro
Berzano di San Pietro (Bersan in piemontese) è un comune italiano di 414 abitanti della provincia di Asti in Piemonte.

## Storia
La forma originaria del nome è Briscianum, derivato da un nome di persona di tipo gallo-romano. Il paese è ricordato nei documenti fin dal 1148 e fu posto nel 1226 sotto l'alto dominio dei marchesi del Monferrato, mentre fu possesso della Canonica di Vezzolano. Passò sotto il dominio sabaudo nel 1631.

### Simboli
Lo stemma e il gonfalone sono stati concessi con DPR del 11 marzo 1991.
Stemma
Gonfalone

## Società

### Evoluzione demografica
Abitanti censiti

### Etnie e minoranze straniere
Secondo i dati ISTAT al 31 dicembre 2015 la popolazione straniera residente era di 48 persone. Le nazionalità maggiormente rappresentate in base alla loro percentuale sul totale della popolazione residente erano:
- Romania 29 (6,99%)

## Amministrazione

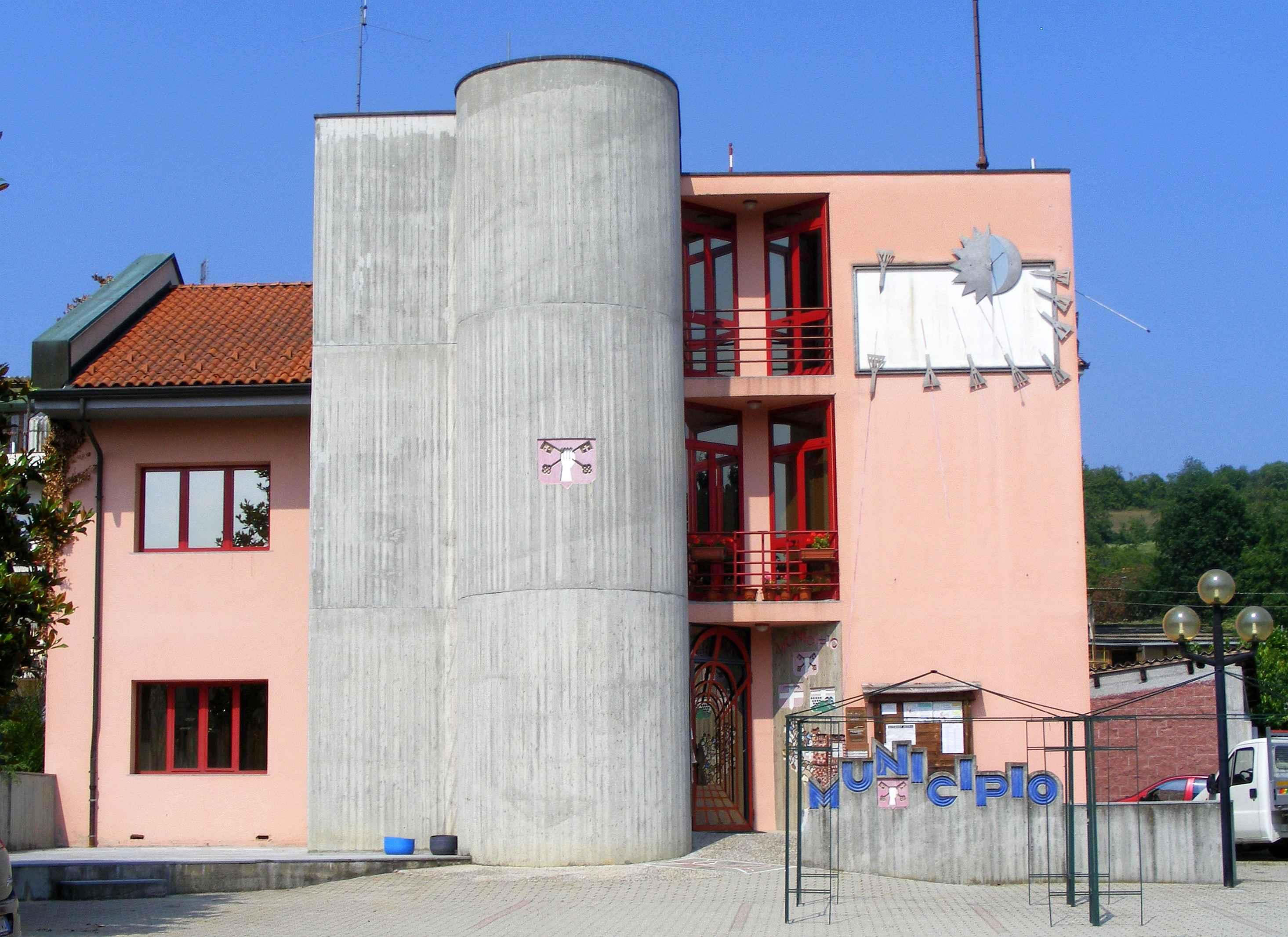
Il Municipio

| Periodo        | Periodo        | Primo cittadino | Partito                                   | Carica  | Note  |
| -------------- | -------------- | --------------- | ----------------------------------------- | ------- | ----- |
| 23 aprile 1995 | 13 giugno 1999 | Felice Falletto | Centro                                    | Sindaco | [ 6 ] |
| 13 giugno 1999 | 12 giugno 2004 | Felice Falletto | lista civica                              | Sindaco | [ 6 ] |
| 12 giugno 2004 | 7 giugno 2009  | Sergio Teja     | lista civica                              | Sindaco | [ 6 ] |
| 7 giugno 2009  | 25 maggio 2014 | Sergio Teja     | lista civica Uniti per Berzano San Pietro | Sindaco | [ 6 ] |
| 25 maggio 2014 | 26 maggio 2019 | Mario Lupo      | lista civica A Berzano                    | Sindaco | [ 6 ] |
| 26 maggio 2019 | in carica      | Mario Lupo      | lista civica A Berzano Mario Lupo sindaco | Sindaco | [ 6 ] |

### Gemellaggi
Berzano di San Pietro è gemellato con:
- Tașca
- Tetchea
- Gluda
- Petritsi-Kerkini-Eraclia